# اکتور ویننت
اکتور ویننت (انگلیسی: Héctor Vinent؛ زادهٔ ۲۵ ژوئیهٔ ۱۹۷۲) بوکسور اهل کوبا بود.